# Ferdinand Kuhn
Ferdinand Albert Friedrich Kuhn (* 1. Juni 1851 in Dresden; † 28. Juni 1923 in Mainz) war ein deutscher Ingenieur für Tiefbauwesen und Ehrenbürger der Stadt Mainz.
Zum 1. April 1881 wurde Ferdinand Kuhn 1. Ingenieur beim Stadtbauamt der Stadt Mainz unter Stadtbaumeister Eduard Kreyßig, dessen Stellvertreter er war. Er erhielt von der großherzoglich hessischen Regierung den Titel Geheimer Baurat. Von 1881 bis 1896 war er Vorsteher der Tiefbauabteilung. Danach war er bis 1915 Leiter des neugegründete Bauamtes. Zudem war er vom 1. Oktober 1908 bis Ende 1915 besoldeter Beigeordneter der Stadt Mainz. Am 29. Dezember 1915 wurde ihm anlässlich seiner Pensionierung die Ehrenbürgerwürde von Mainz verliehen Er liegt auf dem Mainzer Hauptfriedhof begraben.
Ferdinand Kuhn trug maßgeblich zum städtebaulichen Ausbau der Stadt Mainz am Ende des 19. und Anfang des 20. Jahrhunderts bei. So war er für die Stadterweiterung, den Hafenbau, die Schaffung des Industriegebiets auf der Ingelheimer Aue, den Aufbau der technischen Betriebe der Stadt Mainz und die Elektrifizierung der Straßenbahn verantwortlich.